# Западный вокзал (Пекин)
Западный вокзал Пекина — крупнейший в Китае и один из самых многолюдных в Азии. Обслуживает железнодорожную станцию Пекин-Западный. Открылся в 1996 году в районе Сюаньу на западе Пекина. В 2000 году расширен и модернизирован с тем, чтобы принимать до 300 тысяч пассажиров ежедневно. С этого вокзала отходят поезда на Коулун и Лхасу (см. Цинхай-Тибетская железнодорожная магистраль). В конце 2012 года к вокзалу была протянута ветка столичного метрополитена.